# Paphiopedilum barbigerum
Paphiopedilum barbigerum är en orkidéart som beskrevs av Tang och Fa Tsuan Wang. Paphiopedilum barbigerum ingår i släktet Paphiopedilum och familjen orkidéer. IUCN kategoriserar arten globalt som starkt hotad.

## Underarter
Arten delas in i följande underarter:
- P. b. barbigerum
- P. b. sulivongii